# Лівін
Лівін (пол. Liwin) — село в Польщі, у гміні Мала Весь Плоцького повіту Мазовецького воєводства.
Населення — 74 особи (2011).
У 1975—1998 роках село належало до Плоцького воєводства.

## Демографія
Демографічна структура станом на 31 березня 2011 року:
|          | Загалом | Допрацездатний вік | Працездатний вік | Постпрацездатний вік |
| -------- | ------- | ------------------ | ---------------- | -------------------- |
| Чоловіки | 34      | 6                  | 20               | 8                    |
| Жінки    | 40      | 8                  | 20               | 12                   |
| Разом    | 74      | 14                 | 40               | 20                   |